# انتونیو گلاودر
انتونیو گلاودر (انگلیسی: Antonio Glauder؛ زادهٔ ۱۸ اکتبر ۱۹۹۵) بازیکن فوتبال اهل اسپانیا است.